# THEM5
THEM5 (англ. Thioesterase superfamily member 5) – білок, який кодується однойменним геном, розташованим у людей на 1-й хромосомі. Довжина поліпептидного ланцюга білка становить 247 амінокислот, а молекулярна маса — 27 677.
| 10         |  | 20         |  | 30         |  | 40         |  | 50         |
| ---------- |  | ---------- |  | ---------- |  | ---------- |  | ---------- |
| MIRRCFQVAA |  | RLGHHRGLLE |  | APRILPRLNP |  | ASAFGSSTDS |  | MFSRFLPEKT |
| DLKDYALPNA |  | SWCSDMLSLY |  | QEFLEKTKSS |  | GWIKLPSFKS |  | NRDHIRGLKL |
| PSGLAVSSDK |  | GDCRIFTRCI |  | QVEGQGFEYV |  | IFFQPTQKKS |  | VCLFQPGSYL |
| EGPPGFAHGG |  | SLAAMMDETF |  | SKTAFLAGEG |  | LFTLSLNIRF |  | KNLIPVDSLV |
| VMDVELDKIE |  | DQKLYMSCIA |  | HSRDQQTVYA |  | KSSGVFLQLQ |  | LEEESPQ    |

A: Аланін

C: Цистеїн

D: Аспарагінова кислота

E: Глутамінова кислота

F: Фенілаланін

G: Гліцин

H: Гістидин

I: Ізолейцин

K: Лізин

L: Лейцин

M: Метіонін

N: Аспарагін

P: Пролін

Q: Глутамін

R: Аргінін

S: Серин

T: Треонін

V: Валін

W: Триптофан

Кодований геном білок за функцією належить до гідролаз. 
Задіяний у таких біологічних процесах, як метаболізм жирних кислот, метаболізм ліпідів. 
Локалізований у мітохондрії.